# Calcar avis
Pour les articles homonymes, voir Calcar.

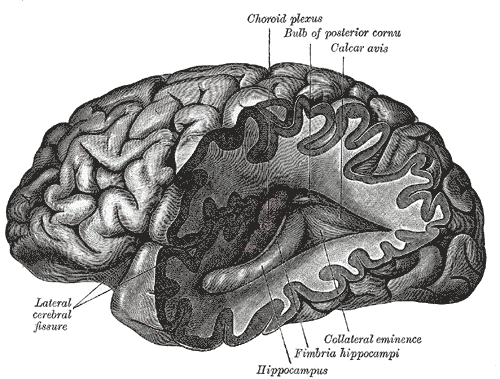
vue latérale la corne postérieure du ventricule latéral gauche

Le terme latin calcar avis (en français littéralement : ergot d'oiseau) désigne une éminence de forme allongée située  sur la paroi médiale de la corne postérieure du ventricule latéral. Cette formation est encore appelée hippocampus minor, c'est-à-dire petit hipopocampe ou ergot de Morand, du nom de son découvreur et correspond à l'involution de cette partie de la paroi ventriculaire due au développement de la scissure calcarine du lobe occipital.
La description du calcar avis fut donnée pour la première fois par le chirurgien et anatomiste Sauveur-François Morand (1697-1773): ce dernier « fait part à l'Académie des Sciences, en 1744, de sa découverte d'un relief en cône de coloration blanche qu'il compare à un ergot. Située au-dessous du bulbe, occupant la totalité de la région antéro-postérieure de la corne occipitale, la face externe convexe de l'ergot de Morand bombe dans la cavité du ventricule latéral ». 

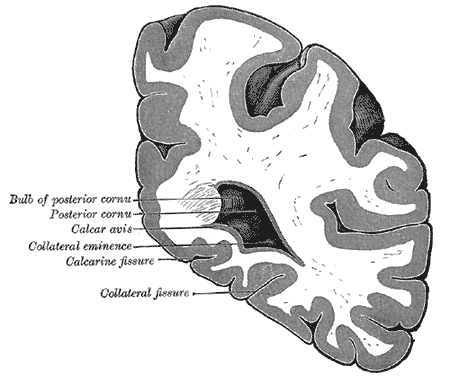
Coupe coronale passant par la corne postérieure du ventricule latéral

## Source
- Gray's anatomy